# Cynanchum sessei
Cynanchum sessei är en oleanderväxtart som beskrevs av Ping Tao Li. Cynanchum sessei ingår i släktet Cynanchum och familjen oleanderväxter. Inga underarter finns listade i Catalogue of Life.